# SP Tableware/Saison 2010
Dieser Artikel listet Erfolge und Mannschaft des Radsportteams SP Tableware in der Saison 2010 auf.

## Erfolge in der UCI Europe Tour
In den Rennen der Saison 2010 der UCI Europe Tour gelangen die nachstehenden Erfolge.
| Datum    | Rennen                                       | Kat. | Fahrer             |
| -------- | -------------------------------------------- | ---- | ------------------ |
| 25. Juni | Griechische Meisterschaft – Einzelzeitfahren | NC   | Ioannis Tamouridis |
| 27. Juni | Griechische Meisterschaft – Straßenrennen    | NC   | Ioannis Tamouridis |

## Zugänge – Abgänge
| Zugänge                         | Team 2009          | Abgänge                       | Team 2010    |
| ------------------------------- | ------------------ | ----------------------------- | ------------ |
| Neofytos Sakellaridis-Magkouras | Heraklion-Nessebar | Alexei Schtschebelin          | Karriereende |
| Christoph Springer              | Heraklion-Nessebar | Vasilis Anastopoulos          | Unbekannt    |
| Jukka Vastaranta                | AA Drink-BeOne     | Pavlos Chalkiopoulos          | Unbekannt    |
| Jorge Castiblanco               | Neoprofi           | Mario García                  | Unbekannt    |
| Vasileios Simantirakis          | Neoprofi           | Nikolaos Kaloudakis           | Unbekannt    |
| Guillaume Pont (ab 01.06.)      | EQA-Meitan Hompo   | Alexandros Mavridis           | Unbekannt    |
|                                 |                    | Andreas Perakis               | Unbekannt    |
|                                 |                    | Georgios Tzortzakis           | Unbekannt    |
|                                 |                    | Jukka Vastaranta (bis 31.07.) | Unbekannt    |

## Mannschaft
| Name                            | Geburtstag        | Nationalität |
| ------------------------------- | ----------------- | ------------ |
| Jorge Castiblanco               | 24. November 1988 | Kolumbien    |
| Emmanouil Daskalakis            | 31. Mai 1985      | Griechenland |
| Georgios Karatzios              | Januar 1990       | Griechenland |
| Anestis Kourmpetis              | 9. September 1988 | Griechenland |
| Walter Pedraza                  | 27. November 1981 | Kolumbien    |
| Guillaume Pont                  | 15. November 1979 | Frankreich   |
| Neofytos Sakellaridis-Magkouras | 31. Januar 1989   | Griechenland |
| Vasileios Simantirakis          | 1. März 1989      | Griechenland |
| Christoph Springer              | 30. Oktober 1985  | Deutschland  |
| Ioannis Tamouridis              | 3. Juni 1980      | Griechenland |